# Tommy Hamill
Thomas "Tommy" Hamill (zm. w 1996) – północnoirlandzki piłkarz występujący na pozycji pomocnika. 

## Kariera klubowa
W swojej karierze Hamill reprezentował barwy zespołu Linfield. Podczas gry dla tego klubu w latach 1949-1961, zdobył z nim sześć mistrzostw Irlandii Północnej (1950, 1954, 1955, 1956, 1959, 1961) oraz trzy Puchary Irlandii Północnej (1950, 1953, 1960).

## Kariera reprezentacyjna
W 1958 roku Hamill został powołany do reprezentacji Irlandii Północnej na mistrzostwa świata. Nie zagrał jednak na nich w żadnym meczu, a Irlandia Północna odpadła z turnieju w ćwierćfinale. W drużynie narodowej Hamill nie rozegrał żadnego spotkania.